# Deltatherium
Deltatherium is een geslacht van uitgestorven zoogdieren en het enige geslacht uit de familie Deltatheriidae. Het is verwant aan de Tillodontia en Pantodonta. Deltatherium leefde tijdens het Midden-Paleoceen in Noord-Amerika.

## Kenmerken
Deltatherium was een boombewonend of klimmend dier met een hondachtig lichaam met korte, flexibele voorpoten en enkels. Het gewicht bedroeg ongeveer 6 kg. De kop was relatief kort en robuust met een lengte van circa 12 cm. De ogen stonden naar voren gericht. Het gebit bestaat uit kleine snijtanden en verlengde bovenste hoektanden, wijzend op een min of meer carnivore leefwijze.

## Vondsten
Het eerste fossiele materiaal van Deltatherium werd gevonden in het San Juan-bekken in New Mexico en beschreven door Edward Drinker Cope in 1881 als D. fundaminis. Later werd D. dandreai beschreven van dezelfde locatie, die groter is dan D. fundaminis en bovendien andere gebitskenmerken heeft. Beide soorten leefden in het Midden-Torrejonian (To2), waarbij D. dandreae iets eerder leefde dan D. fundaminis.

## Verwantschap
De verwantschap van Deltatherium met zijn tijdgenoten en daarmee de classificatie binnen de zoogdieren, was sinds de beschrijving van het dier onduidelijk. Cope deelde Deltatherium in bij de Leptictida, een groep van spitsmuisachtige dieren. William Diller Matthew plaatste Deltatherium in de jaren dertig van de twintigste eeuw bij de Arctocyonidae als verwant van tijdgenoot Chriacus. In de jaren zeventig beschouwden McKenna en Van Valen het dier als behorend tot de Pantodonta. Sinds de jaren negentig werd Deltatherium ingedeeld bij de Tillodontia en beschouwd als verwant aan de vroege tillodonten zoals Esthonyx. De morfologie van de schedel en tanden vormen een sterk bewijs voor deze verwantschap. Analyse van een nieuw fossiel werd in 2022 gepresenteerd en dit onderzoek gaf meer inzicht in de verwantschap van Deltatherium. Het is een basaal lid van de klade die de Pantodonta en Tillodontia omvat en binnen de kroongroep van de Placentalia valt.